# Zagreus

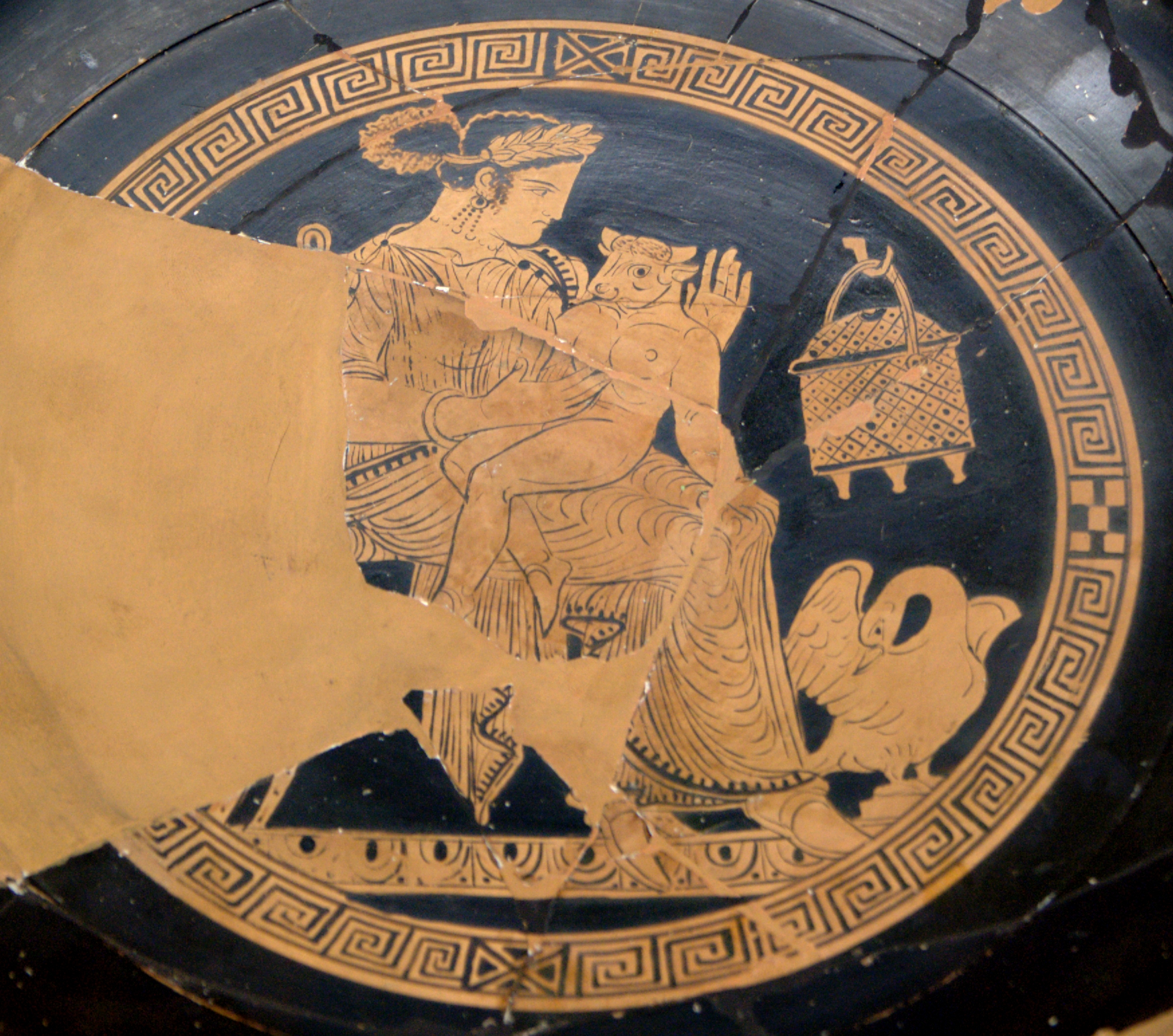
Das Götterkind Zagreus, mit Stierkopf abgebildet, konnte nach Belieben Tiergestalten annehmen.

Zagreus (altgriechisch Ζαγρεύς Zagreús) ist eine Figur der griechischen Mythologie, die primär von den Orphikern angebetet worden ist.
Dem Mythos nach ist er als Sohn des Zeus und der Persephone von Titanen zerteilt und später als Dionysos wiedergeboren worden. Die zeitgenössischen Darstellungen des Zagreus sind sehr vielseitig: So wird Zagreus in frühen Erwähnungen zum einen mit Gaia in Verbindung gebracht, während er wiederum in anderen Schilderungen als Hades Sohn oder gar Hades selbst impliziert wird. Manche Forscher nehmen an, dass die Beinamen von Hades (Zeus Katachthonios oder Zeus Chthonios) zu einer Verwechslung in der Benennung der Vaterschaft geführt haben könnten.

## Etymologie, Ursprung
Der Name Zagreus leitet sich ab von einem griechischen Begriff für eine Person, die Tiere einfängt. Laut Karl Kerényi gibt es Verbindungen zwischen Zagreus und dionysischen Riten, in denen kleine Tiere roh verspeist worden sind. Auch in Euripides verlorenem Werk die Kreter wird auf solche Riten rekurriert.

## Der orphische Zagreus-Mythos
Auch wenn Zagreus in orphischen Quellen selbst nicht namentlich auftritt, wird er doch in diversen anderen Quellen mit dem orphischen Dionysos in Verbindung gesetzt. Jener Dionysos gilt als ein Sohn des Zeus und der Persephone, der im Säuglingsalter von Titanen zerteilt und später durch Zeus und Semele wiedergeboren worden ist.

### Tötung
Die Zerteilung des Dionysos/Zagreus wird in der Forschung meistens als der wichtigste Teil des orphischen Mythos angesehen. Zusammengesetzt aus verschiedenen Überlieferungen ergibt sich in etwa folgende Erzählung:
Zeus hat Persephone in der Gestalt einer Schlange verführt und sie geschwängert. Aus dieser Vereinigung entsteht Dionysos/Zagreus. Das Kind wird auf den Berg Ida gebracht, wo es genauso wie sein Vater vor ihm von den Kureten in einer Höhle bewacht wird. Der Säugling, von Zeus als Nachfolger vorgesehen, erregt den Zorn der eifersüchtigen Hera, die die Titanen damit beauftragt, ihn zu töten. Den Titanen gelingt es nach einiger Zeit, Dionysos/Zagreus mit einem Spiegel aus der Höhle zu locken. Von den Titanen wird Dionysos/Zagreus daraufhin zerteilt, gekocht und zum Teil verspeist. Der Göttin Athene gelingt es allerdings, das Herz des Kindes zu retten und es an Zeus zu übergeben. Der Göttervater nutzt das Herz, um seinen Sohn erneut zu zeugen, diesmal mit Semele.

### Wiedergeburt
Aus den Überlieferungen ergeben sich primär zwei verschiedene Erzählungen von Dionysos Wiedergeburt:
In der Version von Clemens von Alexandria, die man ähnlich auch bei Proklos und Lykophron aus Chalkis findet, gelingt es Athene, das noch schlagende Herz von Dionysos/Zagreus zu retten. Dieses bringt sie Zeus, woraufhin dieser Dionysos erneut zeugt, diesmal mit der Sterblichen Semele. So erhielt Athene den Autoren zufolge den Beinamen Pallas (von πάλλειν, griech. ‚schlagen‘).
Kallimachos und Euphorion zeichnen eine andere Geschichte: Ihnen zufolge wird der Topf, in dem sich Dionysos gekochte Überreste befinden, Apollon zur Beerdigung überantwortet. Euphorion folgend wird Dionysos von Rhea zusammengesetzt und zurück ins Leben gebracht - der Schilderung von Diodor zufolge hingegen ist es Demeter gewesen, die Dionysos wiederbelebt hat. Späteren orphischen Quellen nach ist diese Tat von Apollon selbst begangen worden.

### Osiris
Laut Alexandra von Lieven gibt es viele Parallelen zwischen der Geschichte der Zerteilung und Wiederbelebung von Dionysos/Zagreus und der des ägyptischen Gottes Osiris. Dionysos wird oft in der Interpretatio Graeca mit Osiris gleichgesetzt. Ähnliche Parallelen zieht auch Diodor.

### Schöpfung der Menschheit
Gemäß den Lehren des Orphismus schließt sich an die Tötung des Dionysos/Zagreus eine Anthropogonie an: Dem Mythos nach erschlägt Zeus, rasend vor Wut über den Mord an seinem Sohn, die Titanen mit Blitzen. Aus der Asche der Titanen wird die Menschheit geschaffen. Demnach besteht die Menschheit zu Teilen aus den göttlichen Überresten des verspeisten Dionysos/Zagreus und aus denen der Titanen. Damit versucht der Orphismus die Dualität von Gut und Böse in der menschlichen Natur zu begründen.

## Trivia und Weiteres
Zagreus ist der Protagonist des Computerspiels „Hades“, das 2020 vom Publisher „Supergiant Games“ veröffentlicht worden ist. In dem Spiel wird Zagreus als Sohn des Hades dargestellt und die Handlung folgt seinem Versuch, aus der Unterwelt auszubrechen und seine Mutter Persephone zu finden.
Seit 2013 ist er Namensgeber für den Zagreus Ridge, einen Gebirgskamm im Grahamland in der Antarktis.